# Crushcrushcrush
"Crushcrushcrush" é uma canção da banda norte-americana de rock alternativo Paramore. A canção virou single do terceiro álbum Riot! em 15 de janeiro de 2008. O vídeo oficial da música estreou no TRL em 11 de outubro de 2007. O single estava disponível no Reino Unido para download a partir de 5 de Novembro e para compra em 26 de novembro de 2007. O single também foi lançado como conteúdo transferível para o console do jogo Rock Band em 11 de março de 2008. Esse single vendeu mais de 6,1 milhões downloads e esteve entre os dez mais vendidos de 2010 com de acordo com o ranking da IFPI.
"Crushcrushcrush" também recebeu a certificação de Disco de Platina nos Estados Unidos em 24 de março de 2016, vendendo mais de um milhão de cópias.

## Videoclipe
O videoclipe mostra a banda em um ambiente estéril, deserto, e três pessoas a espiar neles com binóculos a partir de uma certa distância. Os três assistem por detrás de vários antigos trinkets que formaram uma falsa casa sem paredes ou de um telhado. Entre a performance da música, aparecem clipes da banda andando pela volta da "casa" e mais tarde, curto clipes mostram que Paramore e os bandidos assistindo eles são os mesmos (Hayley na banheira, Josh e Jeremy jogando/fechar as suas guitarras Zac e empurrando o seu atual cargo e atirando bateria). O vídeo foi dirigido por Shane Drake. A música é tocada ao longo de uma propaganda para o iPod Touch.

## Faixas
| CD  |                   |         |  |
| N.º | Título            | Duração |  |
| 1.  | "Crushcrushcrush" | 3:09    |  |

| 7" vinil(1) |                             |         |  |
| N.º         | Título                      | Duração |  |
| 1.          | "Misery Business" (Ao vivo) | 4:40    |  |

| 7" vinil(2) |                                                    |         |  |
| N.º         | Título                                             | Duração |  |
| 1.          | "Crushcrushcrush"                                  | 3:15    |  |
| 2.          | "For a Pessimist, I'm Pretty Optimistic" (Ao vivo) | 4:27    |  |

## Paradas musicais
| Parada (2007/2008)          | Melhor posição |
| --------------------------- | -------------- |
| Finlândia Singles Top 20    | 4              |
| UK Singles Chart            | 61             |
| Euro 200                    | 180            |
| Nova Zelândia Singles Chart | 32             |
| Billboard Pop 100           | 43             |
| Billboard Hot 100           | 54             |
| Billboard Hot Modern Rock   | 4              |
| Portugal Singles Top 50     | 5              |